# Snus

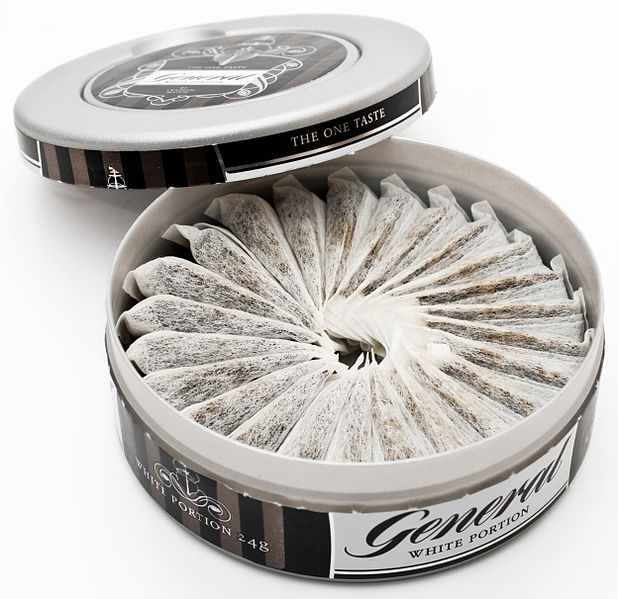
Voorverpakte snus

Snus, nicotinezakjes of zuigtabak is een soort tabak in een licht vochtige poedervorm, gemaakt van gestoomde tabak, die vervolgens gemalen wordt en vermengd met zout, natriumcarbonaat en aroma's. Snus wordt voornamelijk geproduceerd en geconsumeerd in Noorwegen en Zweden, maar lijkt ook binnen Nederland sinds 2022 aan populariteit te winnen.
Snus wordt gewoonlijk achter de bovenlip gestopt zodat de nicotine door het slijmvlies gedurende enkele minuten tot meerdere uren wordt opgenomen. Bij kamertemperatuur is snus niet lang houdbaar door de vorming van kankerverwekkende nitrosamines. Daarom kan snus het best in de koelkast of diepvries bewaard worden.
Andere vormen van tabaksgebruik zonder roken zijn pruimtabak en snuiftabak.

## Verbod op Snus in Nederland
In Nederland geldt een verbod op het in de handel brengen van nicotinezakjes die 0,0350 milligram of meer nicotine of 0,0382 milligram of meer 6-methylnicotine per zakje bevatten. En ook op snus: zakjes waar wel tabak in zit. De zakjes mogen niet verkocht of verhandeld worden, omdat ze schadelijk zijn voor de gezondheid.

## Typen snus
Er zijn twee hoofdtypen snus:
- Original snus of lössnus is een los vochtig poeder dat de gebruiker zelf in porties verdeelt
- Portionssnus is snus voorverpakt in kleine portiezakjes. Een variant van Portionssnus is de White portion. Deze variant heeft minder vocht. Hierdoor kan de snus langer onder de bovenlip worden gestoken dan de gewone Portionssnus.

## Gezondheidsrisico's
Onderzoekers van de Wereldgezondheidsorganisatie concludeerden dat snus kankerverwekkend is. Het bevat zo'n 28 kankerverwekkende stoffen die onder andere de kans op mond- en neuskanker vergroten. In 1992 werd Snus in de Europese Unie (EU) verboden onder Richtlijn 92/41/EEG, later geconsolideerd in de Tabaksproductenrichtlijn (2001/37/EG). De belangrijkste regelgeving die de verkoop van snus verbood, werd bevestigd en uitgebreid door de Tabaksproductenrichtlijn (2014/40/EU), die de productie, presentatie en verkoop van tabak en aanverwante producten regelt.
Toen Zweden in 1995 toetrad tot de EU, dwong het land af dat het zou worden uitgezonderd van het verbod op snus.
Belangrijke punten:
- Richtlijn 92/41/EEG: Introduceerde aanvankelijk het verbod op orale tabak, inclusief snus, in de EU.[3]
- Richtlijn 2001/37/EG: Bekrachtigde en handhaafde het verbod, van toepassing op alle EU-lidstaten behalve Zweden.[5]
- Richtlijn 2014/40/EU: Bevestigde het verbod op de verkoop van snus in de EU, met als enige uitzondering Zweden, dat bij de toetreding tot de EU in 1995 een vrijstelling kreeg vanwege het culturele belang van het product.[4]

In 2021 waarschuwt Jellinek verslavingszorg tegen het verslavende gebruik van snus.